# Корчемство
Корче́мство — в Российской империи тайное производство и торговля спиртными напитками и другими предметами, составлявшими монополию государства или обложенными акцизом.
Предметами казённого интереса являлись в том числе пиво, табак и соль, но чаще под кормчеством подразумевали тайный провоз и продажу хлебного вина (водки). В московской Руси установилась питейная монополия, но народ не мирился с ней, продолжал по старинке сам варить пиво, курить вино, заводил тайные корчмы, а в царские кабаки не шёл — там собирались одни лишь пьяницы. Корче́мниками были все — воеводы, дьяки и кабацкие головы, ведавшие кабацкими сборами, дворовые люди, крестьяне и дворники, стрельцы и солдаты, монахи и монахини. Правительство энергично преследовало корчемников, налагая на них штрафы, которые выбивались правежом, подвергая наказанию кнутом, пыткам, конфискации всего имения и ссылке на Яик и в Сибирь, устанавливая для крестьян и бобылей тех сёл и деревень, где открывалась корчемство, круговую поруку за недонесение — но все эти меры оказывались бессильными. Развитию корчемства содействовал очень распространённый обычай — платить за работу не деньгами, а водкой, обычай, на который правительство жаловалось ещё в XVII веке и который долго сохранялся в российских обычаях.
В 1699 году было постановлено считать корчемниками всех, кто «вино даёт за работу или мастерство больше ведра». Часто корчемники отбивались от властей; для производства корчемных изъятий у стрельцов вызывали солдат, против солдат высылали стрельцов, и между обеими сторонами происходили кровопролитные драки. В течение всего XVIII века цена на вино увеличивалась беспрестанно, а вместе с этим развивалось и корчемство, с быстротой, удивлявшей правительство и ставившей его в большие затруднения. Преследование корчемства, как злоупотребления, наносившего ущерб казённым доходам, входило в обязанность камер-коллегии, которой с 1737 года помогали полицеймейстерские канцелярии в Москве и Петербурге. Около Петербурга и на Ладожском озере были учреждены, для искоренения корчемства, заставы, охраняемые воинскими командами. С 1722 года контроль за незаконным корчемством в Москве осуществляла полицмейстерская канцелярия. С этой же целью Москву окружили деревянными надолбами, но их скоро растащили, и потому город в 1742 году был окопан земляным валом, который был назван «камер-коллежским». С наступлением следующего откупа откупщики, называвшиеся тогда компанейцами, приняли вал в своё заведование, прозвали его «компанейским» и по всему его протяжению расставили солдат; этот вал охранялся ещё в первой половине XIX века.
В 1755 году в Малороссии были учреждены заставы для «непропуска в великороссийские города соли и вина»; впоследствии такие заставы были заведены во всех городах. С 1751 года до 1761 года для борьбы с корчемством существовали в Петербурге, Москве и во многих других городах корчемные конторы, а в их главе — корчемная канцелярия, находившаяся в Москве и подчинённая камер-коллегии; для уничтожения корчемства и соединенных с ним многочисленных следственных дел Елизавета Петровна ввела один всеобщий откуп, существовавший в течение 120 лет; но в действительности он только усилил корчемство, и злоупотребления по делам о корчемстве возросли. Чтобы не допустить падения откупных цен, правительство было вынуждено усиливать наказания за корчемство.
«Устав о винокурении» 9 августа 1765 года грозил дворянам, виновным в корчемстве лишением чинов, кубов, казанов и права винокурения, а при вторичном обвинении — изъятием в пользу наследников движимого и недвижимого имущества и ссылкой на поселение в Оренбург тех из них, которые окажутся негодными для службы в солдатах. Крестьяне за корчемство подвергались, по круговой поруке, штрафу всем селением, «ибо не можно, чтобы в том селе или деревне, где корчемство производится, об нём известно не было»; в первый раз селение облагалось по 25 копеек с души, во второй — по 50 копеек, в третий — по 1 рублю, что, конечно, не освобождало от особого штрафа и других наказаний непосредственных виновников. Дворовые люди за корчемство отдавались в солдаты или ссылались в Оренбург. Купцов велено исключать из общества своих «честных» собратий и посылать в работу на горные заводы; духовных лиц за корчемство ожидало удаление со службы и т. п. Для предупреждения корчемства правительство, наравне с мелочной регламентацией провоза и продажи вина, принимало и особые меры; так, в 1767 году коронным поверенным было предоставлено содержать на свой счёт корчемную стражу и осматривать щупами возы с хлебом, сеном и дровами, «однако не развязывая и не разбивая их». В условия о сдаче в откуп питейных сборов в великороссийских губерниях включались многочисленные постановления о корчместве.
Различались обычно следующие виды корчемства:
1. Корчемство с заводов (утаивание выкуренного вина и т. п.);
2. Корчемство насильственное, производимое по границе великороссийских губерний с привилегированными[2], когда корчемники собираются партиями и провозят вино с применением насилия и оружия;
3. Корчемство обычное по той же границе, когда кто провозит или проносит для себя незначительное количество вина.

Привоз вина́ из пределов другого откупа в черте великороссийских губерний, а также продажа и покупка вина́ помимо откупа, хотя и не именовались корчемством, но преследовались наравне с ним. В 1824 году в уездах, смежных с привилегированными губерниями, были учреждены особые заседатели для прекращения корчемства при земских судах (они просуществовали до 1863 года).
В 1829 году, из-за повышения откупных цен, были установлены временные правила для преследования корчемства: и прежде практиковавшаяся отправка корчемников в солдаты получила дальнейшее развитие, была усилена суровость процесса по делам о корчемстве (корчемники не выпускались на поруки), которые должны были рассматриваться вне очереди. Все эти меры по-прежнему оказывались бессильными для искоренения корчемства, пустившего в народе глубокие корни вследствие ненормальной постановки всего питейного дела (см. Откупы).
В 1840-х годах в Курской, Смоленской и Орловской губерниях появились целые шайки корчемников, иногда в 100 челoвек и более, которые нападали на корчемную стражу и воинские команды, а откупщики и их стража пользовались этим, обвиняя невинных в корчемстве и в то же время подготавливая для себя оправдание на случай неисправного платежа откупной суммы. «Уложение о наказаниях 1845 года», устанавливая для тайного провоза и продажи вина́ наказания, от денежных штрафов, с конфискацией вина́, до ссылки, отказалось от термина «корчемство», который, по уничтожении откупов, постепенно исчез из действующего законодательства.